# Lionel Anderson
Lionel Anderson (Lincoln, 1620 – Londra, 1710) è stato un religioso inglese.

## Biografia
Domenicano dal 1658, fu arrestato per ordine di Titus Oates per cospirazione ed esiliato nel 1681. Tornò però a Londra nel 1686 fino al 1688 e stabilmente dal 1697.